# Ignatius Kaigama
Ignatius Kaigama, né le 31 juillet 1958 à Kona (Taraba, Nigeria), est un prélat catholique nigérian, évêque de Jalingo de 1995 à 2000 puis archevêque de Jos de 2000 à 2019, et actuellement archevêque d'Abuja.

## Biographie
Ignatius Kaigama étudie d'abord la théologie au Séminaire Saint-Augustin de Jos puis à Rome. Il est ensuite ordonné prêtre le 6 juin 1981. En 1991, il obtient son doctorat en théologie à l'Université pontificale grégorienne.
Le 3 février 1995, le Pape Jean-Paul II le nomme évêque du diocèse catholique nouvellement créé de Jalingo. Il est consacré le 23 avril suivant par Mgr Patrick Sheehan, assisté de Mgrs Gregory Ochiagha, évêque d'Orlu (en), et Athanase Usuh, évêque de Makurdi.
Le 14 avril 2000, il est nommé archevêque de Jos par le Pape Jean-Paul II et succède ainsi à Mgr Gabriel Gonsum Ganaka (en).
Mgr Kaigama est actuellement président de la Conférence des évêques catholiques du Nigeria et depuis février 2016, il est président de la Conférence épiscopale régionale de l'Afrique de l'Ouest après en avoir été le vice-président. Le 25 juillet 2012, il est également nommé membre du Conseil pontifical pour la promotion de la nouvelle évangélisation par le pape Benoît XVI.
Il reçoit en 2012 la « Colombe d’or pour la paix », prix décerné par l’organisation italienne Archivio Disarmo Institute Richerche International pour son rôle dans la promotion de la paix et de l’harmonie interreligieuse au Nigeria.
Le 11 mars 2019, le pape François le transfert à Abuja comma archevêque coadjuteur aux côtés du cardinal John Onaiyekan. Ce dernier se retire le 9 novembre suivant et Mgr Kaigama devient alors archevêque d'Abuja.

## Prises de position

### Éthique
Mgr Ignatius Kaigama condamne d'abord la place jugée disproportionnée de la contraception dans les programmes d'aide étrangère.
En 2014, il soutient la loi rendant la célébration d'un mariage homosexuel passible de 14 ans d'emprisonnement et décrit sa validation comme un « acte courageux » et un « pas dans la bonne direction ». Il fait alors valoir qu'elle est une loi « en lien avec les valeurs morales et éthiques des cultures nigériane et africaine », et bénit le président Goodluck Jonathan pour son audace face aux pressions internationales.
En juin 2014, lors d'une conférence pro-vie, il appelle les Nigérians à s'opposer au lobby de l'avortement.
En octobre de cette même année, lors du synode sur la famille, il défend la sacralité de la Vie, de la famille et du mariage et dénonce les pressions qu'exercent les lobbys.

### Islam
Président du 'Comité interreligieux pour la paix' de l'État du Plateau, il travaille pour la compréhension entre chrétiens et musulmans avec l'émir de Wase, Alhaji Haruna Abdullahi.
En 2010, il dénonce les émeutes de Jos et tente de calmer, ainsi que de clarifier la situation.
Durant son épiscopat, Jos est souvent visée par des attaques de Boko Haram, notamment par des attentats à la bombe qui ont fait plus de 250 morts. Avant la Noël 2014, il réunit les policiers, militaires et services secrets de la ville pour sécuriser les paroisses. Selon lui, les islamistes « veulent recréer l’empire Kanem », évoquant les tribus musulmanes qui, entre le VIIIe siècle et le XIXe siècle, ont régné sur le Tchad, le Nigeria, le Niger, le nord du Cameroun et l’ouest du Soudan.
Le 7 mars 2015, Nicolas Sarkozy, président de l'UMP et ancien président de la République française, le reçoit à son domicile parisien, accompagné du père Sabri Anar, curé de la paroisse chaldéenne de Sarcelles, de sœur Hanan Youssef, responsable de l'accueil des réfugiés syriens à Beyrouth et de Marc Fromager, directeur de l'AED. Cette rencontre est organisée dans le but de faire le point sur le sort des chrétiens au Proche et au Moyen-Orient. Mgr Kaigama dénonce notamment l'action de la secte Boko Haram dans son pays.
Le surlendemain, lors de la « Nuit des Témoins 2015 », il appelle les chefs d’État du monde entier à venir à Abuja pour manifester contre Boko Haram, comme ils l’avaient fait lors des manifestations contre le terrorisme à Paris.